# 竹内じゅんや
竹内 じゅんや（たけうち じゅんや、2月15日 - ）は、日本の漫画家。愛知県岡崎市出身。埼玉在住
『巫女姉妹』でデビュー。2005年と2006年の2年間、『ヤングアニマル』（白泉社）の巻末読者コーナーでイラストと4コマ漫画を担当していた。

## 作品リスト

### 連載
- 巫女姉妹（2004年 - 2007年、『ヤングアニマル嵐』（白泉社）、『ヤングアニマル』（白泉社）、全2巻）
- ネットぅ こーしえん（2006年夏、日刊スポーツwebサイトの甲子園特集内のコミック）
- リボンの騎手（原作：草薙だらい、2012年『月刊コミックガナル』、はちどり&BookLive）
- こちらでお召し上がりですか？（2015年 - 2016年、『裏サンデー』・『マンガワン』、小学館、全1巻）
- まっすぐ息をすって。〜朝霞北高校放送部〜（2016年 - 2017年、『裏サンデー』・『マンガワン』、小学館、全2巻）
- デンパ姉妹（2017年 - 2020年、『電撃プレイステーション』電パイル記事内、KADOKAWA）
- セーブ＆ロードのできる宿屋さん 〜カンスト転生者が宿屋で新人育成を始めたようです〜（原作：稲荷竜、2018年 - 2022年、ニコニコ静画内『水曜日はまったりダッシュエックスコミック』、集英社、全7巻）
- 追放された魔王は地球を目指す!（2024年 - 、カドコミ・ニコニコ静画内『WebComicアパンダ』、KADOKAWA、既刊1巻）

### 読み切り（4コマ）
- 怪決しましょ!（竹書房『まんがライフMOMO』2007年7月号）
- メイDo!（竹書房『まんがライフMOMO』2007年10月号）
- 怪談生活（白泉社『ヤングアニマルあいらんど』No.6（2007年11月11日））
- ちゃいるどカレッジ（竹書房『まんがライフ』MOMO2008年5月号）
- こみコミ（竹書房『まんがライフMOMO』2009年1月号）

### 読み切り（非4コマ）
- カオス・ストライク（白泉社『ヤングアニマル』No.20 - 21（2007年10月26日 - 11月2日））

### アンソロジーコミック
- たわわなおっぱいは好きですか？〜巨乳少女アンソロジーコミック〜（全年齢）Vol.1 Vol.3 一迅社REX COMICS（2017年 - 2018年）

- 妹たるもの〜えっちぃ妹は好きですか？〜アンソロジーコミック（全年齢）Vol.1 一迅社REX COMICS（2017年）